# United Fans
United Fans, a.s. bylo české nakladatelství, které vzniklo v roce 1994 jako akciová společnost (tehdy pod názvem United Fan's, a.s.), kterou založili členové Klubu Julese Vernea. Bylo úzce spjato zejména s osobností Egona Čierneho. Orientovalo se výhradně na fantasy a sci-fi literaturu. Od roku 1999 působilo opět v ediční činnosti pod původním logem Klubu Julese Vernea.
Společnost byla od roku 2007 v likvidaci, 13. srpna 2010 firma zanikla výmazem z obchodního rejstříku.
Edice:
- Malá knižní řada Poutník – viz Klubu Julese Vernea.